# Яковлев, Борис Александрович
Бори́с Алекса́ндрович Я́ковлев (16 июля 1945, Петровск, Саратовская область — 23 июня 2014) — советский легкоатлет, специалист по спортивной ходьбе. Выступал за сборную СССР по лёгкой атлетике в 1969—1980 годах, серебряный призёр Кубка мира в личном и командном зачётах, победитель и призёр первенств всесоюзного значения, участник летних Олимпийских игр в Москве. Мастер спорта СССР международного класса. Тренер по спортивной ходьбе. Заслуженный тренер Украины.

## Биография
Борис Яковлев родился 16 июля 1945 года в городе Петровске Саратовской области.
Занимался спортивной ходьбой под руководством заслуженного тренера РСФСР Виктора Дмитриевича Лутохина. Впоследствии проживал в Киеве, представлял Вооружённые силы.
Впервые заявил о себе на всесоюзном уровне в сезоне 1969 года, когда в ходьбе на 20 км выиграл бронзовую медаль на чемпионате СССР в Киеве. Попав в состав советской сборной, выступил на чемпионате Европы в Афинах, где в той же дисциплине стал седьмым.
В 1971 году на дистанции 20 км взял бронзу на чемпионате страны в рамках V летней Спартакиады народов СССР в Москве, был седьмым на чемпионате Европы в Хельсинки.
В 1977 году одержал победу в ходьбе на 10 000 метров на зимнем чемпионате СССР в Минске, получил серебро в ходьбе на 20 км на летнем чемпионате СССР в Москве.
На чемпионате Европы 1978 года в Праге финишировал четвёртым на дистанции 20 км.
В 1979 году завоевал бронзовую награду на чемпионате страны в рамках VII летней Спартакиады народов СССР в Москве, тогда как на Кубке мира в Эшборне стал серебряным призёром в личном и командном зачётах.
В 1980 году на чемпионате СССР по 50-километровой ходьбе в Москве пересёк финишную черту одновременно с Евгением Ивченко — судьи в конечном счёте отдали победу его сопернику. Благодаря череде удачных выступлений удостоился права защищать честь страны на летних Олимпийских играх 1980 года в Москве — стартовал в программе ходьбы на 50 км, шёл третьим на отсечке в 30 км, но на 32 км был дисквалифицирован.
В 1982 году установил свой личный рекорд в ходьбе на 50 км — 3:51.43.
Работал тренером по лёгкой атлетике, среди его воспитанников такие известные ходоки как Анатолий Соломин и Виталий Попович. За выдающиеся достижения на тренерском поприще удостоен почётного звания «Заслуженный тренер Украины».
Умер 23 июня 2014 года в возрасте 68 лет. Похоронен на Городском кладбище в Киеве.